# بلعروق (تريم)
'

تعديل مصدري - تعديل

بلعروق هي إحدى قرى عزلة تريم بمديرية تريم التابعة لمحافظة حضرموت، بلغ تعداد سكانها 274 نسمة حسب تعداد اليمن لعام 2004.